# Чо Ун Сон
Чо Ун Сон (7 грудня 1992) — північнокорейський шорт-трековик, що спеціалізується на шорт-треку..
Учасник Зимових Олімпійських ігор 2018, де взяв участь у забігу на 1500 метрів. До початку змагань травмувався на тренуванні в Пхьончхані.